# フランク・メイソン
フランク・レオ・メイソン3世 (Frank Leo Mason III, 1994年4月3日 - )は、アメリカ合衆国・バージニア州ピーターズバーグ出身のプロバスケットボール選手。ポジションはポイントガード。

## 来歴
1994年にモーゼス・マローンの故郷でもあるバージニア州ピーターズバーグで生まれ、高校もマローンの母校でもあるピーターズバーグ高校で活躍し、大学はカンザス大学に進学。2年生時の2014-15シーズンから先発に定着し、Big-12の2ndチームに選出されると、翌2015-16シーズンはディフェンシブチームにも選出。最終学年の2016-17シーズンは平均20.9得点 5.3アシストに加え、3ポイントシュート成功率47.4%を記録するなど、大きく飛躍し、Big-12最優秀選手、カレッジ最優秀選手にボブ・クージー賞を受賞するなど最高のシーズンを送った。
メイソンは2017年のNBAドラフトでサクラメント・キングスから34位で指名され、7月15日に3年契約を結んだ。

### ロサンゼルス・レイカーズ
2021年10月13日、ロサンゼルス・レイカーズとエグジビット10契約を結んだが、次の日に解雇された。

### 国外でのキャリア（2022-）
2024年6月22日、LBAに所属するスカファーティ・バスケットへの加入が発表されたが、スカファーティでは試合に出場することなく10月5日はCBAに所属する福建鱘潯興籃球倶楽部への加入が発表された。
2025年8月10日、LNBプロAに所属するリモージュCSPへの加入が発表された。

## アメリカ代表
2015年の韓国・光州広域市で開催されたユニバーシアードでアメリカ代表でプレーし、金メダルを獲得。MVPも受賞した。